# Joseph P. Kennedy III
Joseph Patrick "Joe" Kennedy III (nacido el 4 de octubre de 1980) es un abogado y político estadounidense. Se desempeñó como representante de los Estados Unidos en el cuarto distrito congresional de Massachusetts desde 2013 hasta 2020. Es un demócrata cuyo distrito se extiende desde los suburbios occidentales de Boston hasta la costa sur del estado. Hijo del ex Representante de los Estados Unidos Joseph P. Kennedy II, trabajó como voluntario del Cuerpo de Paz y como fiscal auxiliar en las oficinas de Cape y Islands y Middlesex antes de su elección al Congreso.
Miembro de la familia Kennedy, es nieto del exfiscal general de los Estados Unidos Robert F. "Bobby" Kennedy, sobrino nieto del expresidente John F. Kennedy y el exsenador Ted Kennedy, y bisnieto de Joseph P. Kennedy Sr., exembajador de los Estados Unidos en Gran Bretaña, y el primer Presidente de la SEC, sirviendo bajo el presidente Franklin Delano Roosevelt. Su bisabuela Rose Kennedy fue la hija de John F. Fitzgerald, miembro de la Cámara de Representantes y dos veces alcalde de Boston.
En 2020, Joseph P. III perdió las elecciones primarias para el Senado de Estados Unidos. en Massachusetts ante el titular Ed Markey, el primer miembro de la familia Kennedy en perder una elección en el estado. Luego fue nombrado por el presidente Joe Biden como Enviado Especial de los Estados Unidos para Irlanda del Norte.